# José Coccellato
José Coccelatto (Buenos Aires, Argentina, 14 de mayo de 1921) fue un futbolista argentino que desarrolló su carrera en clubes clubes de Argentina y Chile. Su apellido suele ser confundido como Josellato o Cosellato en algunas publicaciones.

## Biografía
Sus primeros registros en el fútbol profesional son en Racing Club en 1941.
Su paso más destacado fue por el club Vélez Sarsfield. Se menciona que a causa de su matrimonio se produjo la primera concentración en la historia de El Fortín, lo que desencadenó una goleada de 8-0 sobre Independiente.
Fue vicecampeón de la Primera División de Chile 1943 defendiendo al Colo-Colo. Jugó 17 de los 18 partidos con el Cacique.

## Clubes

### Como jugador
| Club            | País      | Año         |
| --------------- | --------- | ----------- |
| Racing Club     | Argentina | 1941 - 1942 |
| Colo-Colo       | Chile     | 1943        |
| Vélez Sarsfield | Argentina | 1944 - 1948 |
| Centro Iqueño   | Perú      | 1949        |
| Quilmes         | Argentina | 1950        |